# Instituto de Tecnologia de Karlsruhe
O Instituto de Tecnologia de Karlsruhe (em alemão: Karlsruher Institut für Technologie (KIT)) é uma universidade técnica estatal da Alemanha, localizada na cidade de Karlsruhe e mantida pelo estado de Baden-Württemberg. Foi fundado em 1 de outubro de 2009 mediante a fusão da Universidade de Karlsruhe (hoje campus sul) e o Forschungszentrum Karlsruhe (Centro de Pesquisa de Karlsruhe, hoje campus norte), reunindo capacidades de uma das mais antigas universidades da Europa (fundada em 1825) com competências de um centro de pesquisa ativo principalmente na área da energia nuclear.

## Faculdades

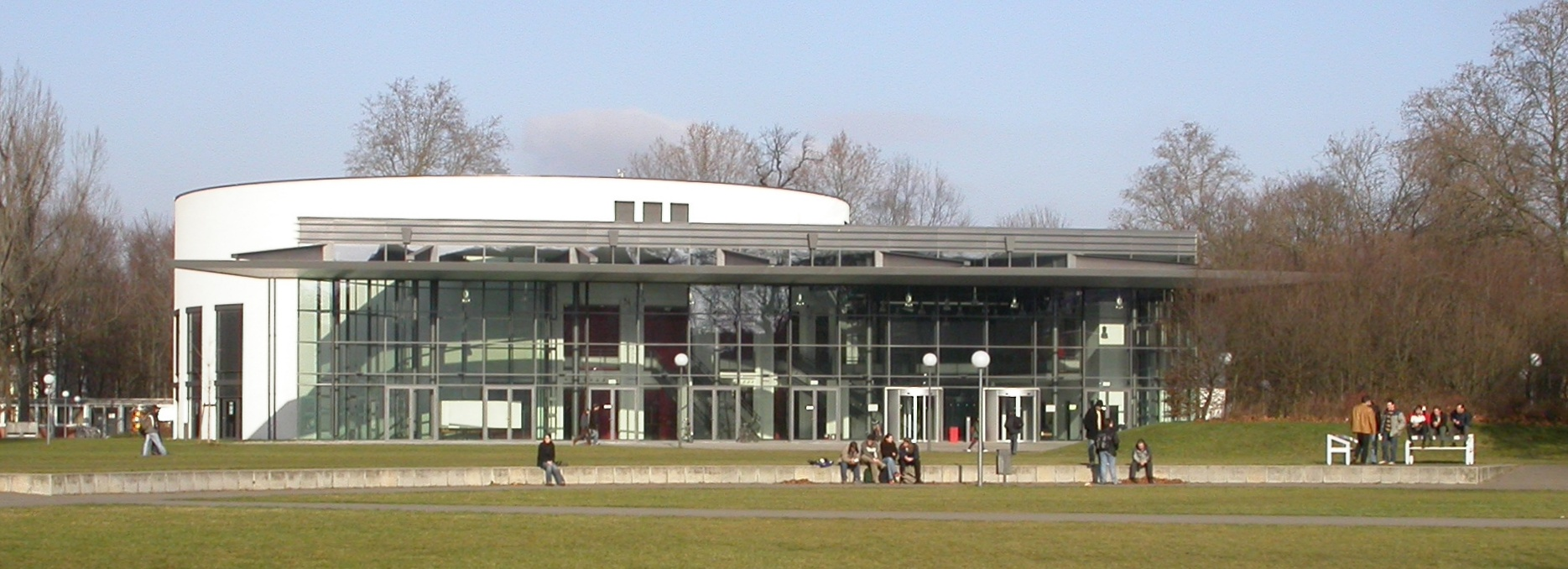
Auditório do Instituto de Tecnologia de Karlsruhe

A Universidade de Karlsruhe é dividida em 11 faculdades, entre as quais são oferecidos 43 cursos.
- Matemática
- Química e Biologia
- Sociologia
- Arquitetura
- Física
- Engenharia Civil, Geologia e Ecologia
- Engenharia Mecânica
- Engenharia Química
- Engenharia Elétrica
- Informática
- Administração

Em 2002 a faculdade de Bio- e Geologia, fundada em 1972, foi dividida, sendo a parte de Biologia incorporada à faculdade de Química e a parte de Geologia incorporada à faculdade de Engenharia Civil.
Em função do projeto federal "concepto do futuro da iniciativa de excelência", em 13 de outubro de 2006 a Universidade de Karlsruhe, juntamente com a Universidade Técnica de Munique e a Universidade de Munique, foram eleitas as universidades de elite da Alemanha, em função do projeto conceito do futuro da iniciativa de excelência no país.

## História da Universidade de Karlsruhe

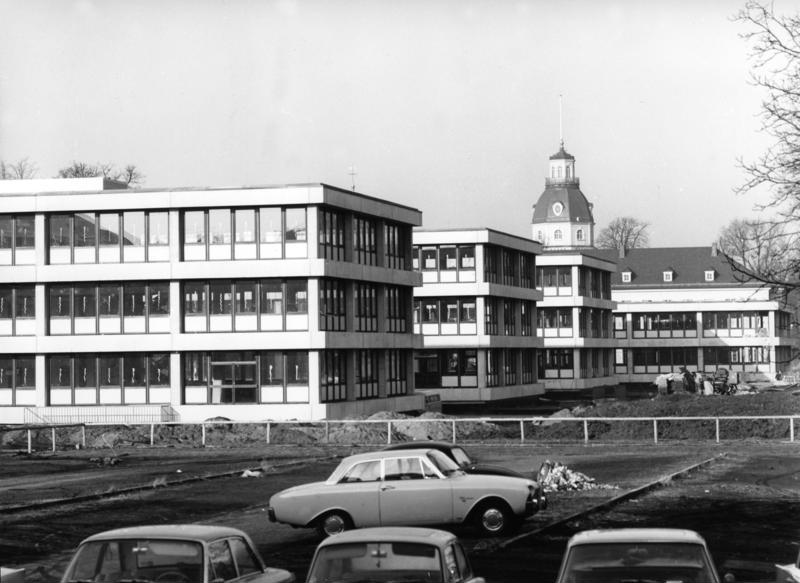
A Universidade de Karlsruhe em 1967.

### Diretores, reitores e presidentes
Os atuais presidentes são Horst Hippler e Eberhard Umbach.

### Professores/pesquisadores notáveis

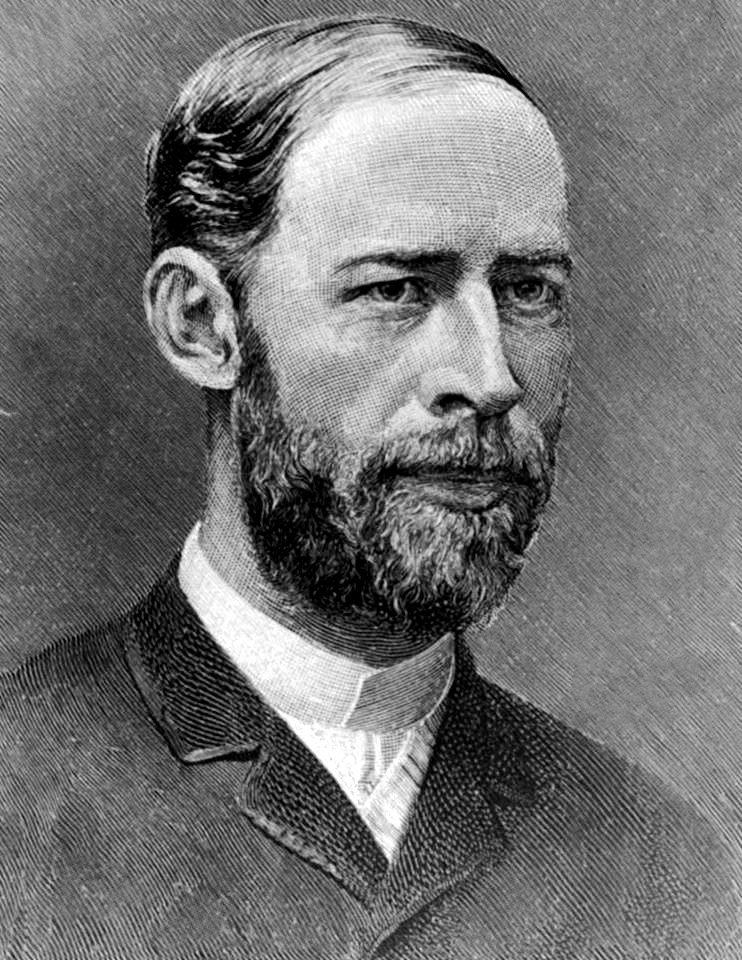
Heinrich Hertz

| Habilitação                 | Nome |
| --------------------------- | --- |
| Administração               | Wolfgang Eichhorn, Arwed Emminghaus, Étienne Laspeyres, Götz Werner, Reinhold Würth |
| Arquitetura                 | Hermann Billing, Egon Eiermann |
| Biologia/Química            | Georg Bredig, Hans Bunte, Rudolf Criegee, Carl Engler, Kasimir Fajans, Fritz Haber , Klaus Krogmann, Robert Lauterborn (Forscher), Max Le Blanc, Jean-Marie Lehn , Eduard Maurer, Lothar Meyer, August Michaelis, Lavoslav Ružička (Prom.) , Dieter Seebach (Prom.), Hermann Staudinger , Alfred Stock, Karl Weltzien |
| Ciências Sociais            | Helmut F. Spinner, Hanns Peter Euler, Bernhard Schäfers |
| Engenharia Civil e Geologia | Theodor Rehbock, Franz Dischinger, Wilhelm Paulcke, Hans Leussink, Johann Gottfried Tulla, Wilhelm Leutzbach, Jürgen Ehlbeck |
| Engenharia Elétrica         | Karl Steinbuch, Engelbert Arnold, Otto Föllinger, Adolf Schwab |
| Engenharia Florestal        | Hans Hausrath, Julius Lehr |
| Engenharia Mecânica         | Carl Benz, Franz Grashof, Hans Molly, Ferdinand Redtenbacher, Wilhelm Nusselt, Sigmar Wittig |
| Engenharia Química          | Emil Kirschbaum, Wilhelm Nusselt, Hellmuth Fischer |
| Filosofia                   | Hans Lenk |
| Física                      | Karl Ferdinand Braun , Ernst Brüche, Wolfgang Bürger, Wolfgang Gaede, Christian Gerthsen, Heinrich Hertz, Otto Lehmann, Martin Wegener, Julius Wess |
| Geografia e Geoecologia     | André Kilchenmann |
| História                    | Hermann Baumgarten, Walter Bußmann, Walther Peter Fuchs, Rudolf Lill, Thomas Nipperdey, Franz Schnabel, Peter Steinbach |
| Informática                 | Gerhard Goos, Peter C. Lockemann, Gerhard Krüger, Rudi Studer, Werner Zorn |
| Matemática                  | Alfred Clebsch, Georg Hamel, Karl Heun, Harro Heuser, Ernst Schröder, Wolfgang Walter |

### Estudantes famosos

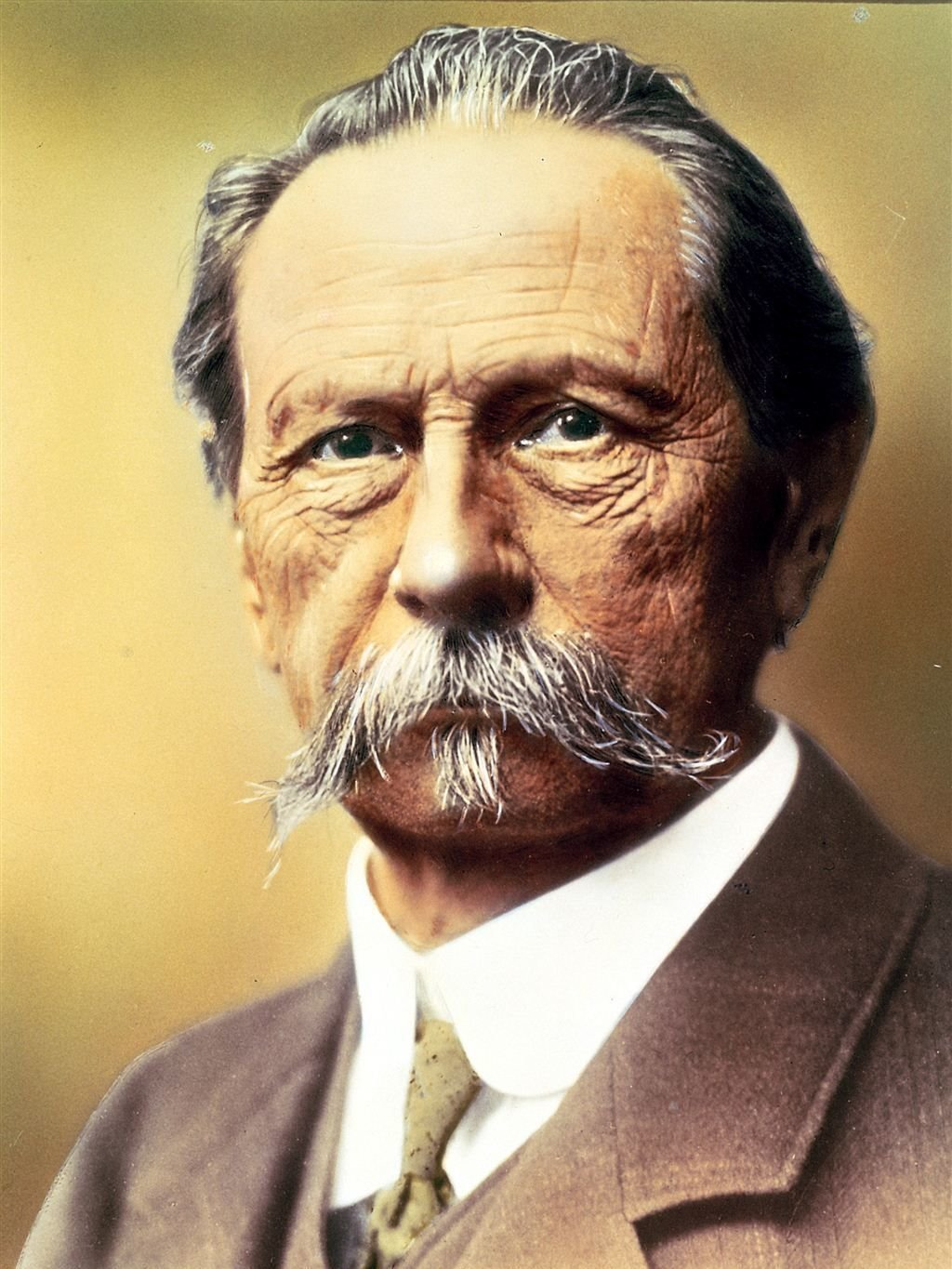
Carl Benz estudou na Universidade de Karlsruhe no período 1861 - 1864.

| Habilitação                      | Nome |
| -------------------------------- | --- |
| Arquitetura                      | Oswald Mathias Ungers, Albert Speer, Fritz Schupp e Martin Kremmer, Hans Kollhoff                               |
| Engenharia Civil e Geologia      | Robert Gerwig, Dieter Ludwig, Hubert Liebherr                                                                   |
| Química                          | Michael Polanyi, Eberhard Raetz, Helmut Zahn                                                                    |
| Engenharia Química               | Edward Teller                                                                                                   |
| Engenharia Mecânica              | Karl Benz, Roland Mack, Emil von Škoda (Škoda), Bernhard Howaldt, Franz Reuleaux, August Thyssen, Julius Pohlig |
| Matemática                       | Fritz Noether                                                                                                   |
| Pedagogia                        | Wilhelm August Lay                                                                                              |
| Física                           | Johann Jakob Balmer, Fritz-Rudolf Güntsch, Klaus Tschira, Bernd Schmidbauer                                     |
| Engenharia Elétrica e Eletrônica | Rolf Wideröe, Dieter Zetsche, Hasso Plattner, Dietmar Hopp                                                      |
| Administração                    | Franz Fehrenbach, Stefan Quandt, Carsten Spohr, Franz Josef Radermacher, Michael Rogowski, Bodo Uebber          |

## História do Forschungszentrum Karlsruhe
O Forschungszentrums Karlsruhe (Centro de Pesquisa de Karlsruhe) foi fundado em 1956.